# ATP Challenger Poprad-Tatry
Das ATP Challenger Poprad-Tatry (offizieller Name: Poprad-Tatry Challenger) war ein Tennisturnier in Poprad, das 2015 zum ersten Mal ausgetragen wurde. Es war Teil der ATP Challenger Tour und wurde auf Sand gespielt.

## Liste der Sieger

### Einzel
| Jahr | Sieger              | Finalgegner             | Ergebnis      |
| ---- | ------------------- | ----------------------- | ------------- |
| 2018 | Jozef Kovalík       | Arthur De Greef         | 6:4, 6:0      |
| 2017 | Cedrik-Marcel Stebe | Laslo Đere              | 6:0, 6:3      |
| 2016 | Horacio Zeballos    | Gerald Melzer           | 6:3, 6:4      |
| 2015 | Adam Pavlásek       | Hans Podlipnik-Castillo | 6:2, 3:6, 6:3 |

### Doppel
| Jahr | Sieger                         | Finalgegner                  | Ergebnis          |
| ---- | ------------------------------ | ---------------------------- | ----------------- |
| 2018 | Tomislav Brkić Ante Pavić      | Nikola Čačić Luca Margaroli  | 6:3, 4:6, [16:14] |
| 2017 | Mateusz Kowalczyk Andreas Mies | Luca Margaroli Sam Weissborn | 6:3, 7:63         |
| 2016 | Ariel Behar Andrei Golubew     | Lukáš Dlouhý Andrej Martin   | 6:2, 5:7, [10:5]  |
| 2015 | Roman Jebavý Jan Šátral        | Norbert Gombos Adam Pavlásek | 6:2, 6:2          |